# Guy Grosso

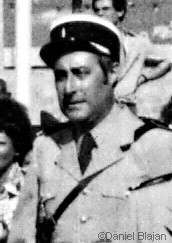
Guy Grosso, 1978

Guy Grosso (eigentlich Guy Marcel Sarrazin; * 19. August 1933 in Beauvais; † 14. Februar 2001 in Saint-Germain-en-Laye) war ein französischer Schauspieler, Komiker und Drehbuchautor.

## Biografie
Grosso wuchs im nordfranzösischen Beauvais auf.

Ende der 1950er-Jahre bildete Grosso zusammen mit Michel Modo das in Frankreich sehr beliebte Komikerduo Grosso et Modo. Einem internationalen Publikum bekannt wurde er vor allem durch seine Rolle als Gendarm Tricard, an der Seite von Louis de Funès, Michel Galabru und Jean Lefebvre, in der sechsteiligen Filmreihe um den Gendarm von Saint Tropez. Er war auch ein gefragter Theaterschauspieler und wirkte auf der Bühne unter anderem in Theaterstücken von Molière mit.

Zudem war er als Drehbuchautor für Filme und Fernsehserien tätig. Insgesamt wirkte er als Schauspieler bis 1999 in mehr als 80 Film-und-Fernsehproduktionen mit.
Grossos Grabstätte befindet sich auf dem Cimetière de Levallois-Perret.

## Filmografie (Auswahl)
- 1961: Der tolle Amerikaner (La belle Américaine)
- 1964: Balduin, der Geldschrankknacker (Faites sauter la banque!)
- 1964: Der Gendarm von St. Tropez (Le gendarme de Saint-Tropez)
- 1964: Radieschen von unten (Des pissenlits par la racine)
- 1965: Die Damen lassen bitten (Les Bons Vivants)
- 1965: Scharfe Sachen für Monsieur (Le corniaud)
- 1965: Der Gendarm vom Broadway (Le gendarme à New York)
- 1966: Drei Bruchpiloten in Paris (La grande vadrouille)
- 1967: Balduin, der Ferienschreck (Les grandes vacances)
- 1968: Balduin, der Heiratsmuffel (Le gendarme se marie)
- 1969: Ein Sommernachtstraum (Le songe d'une nuit d'été)
- 1970: Balduin, der Schrecken von St. Tropez (Le gendarme en balade)
- 1973: Die Abenteuer des Monsieur Vidocq (Les Nouvelles Aventures de Vidocq, Fernsehserie, 1 Folge)
- 1975–1983: Mit Rose und Revolver (Les Brigades du Tigre, Fernsehserie, 7 Folgen)
- 1979: Louis’ unheimliche Begegnung mit den Außerirdischen (Le gendarme et les extra-terrestres)
- 1980: Louis, der Geizkragen (L’Avare)
- 1982: Louis und seine verrückten Politessen (Le gendarme et les gendarmettes)

## Drehbuch (Auswahl)
- 1974: Die Knallköpfe von St. Tropez (La Grande nouba)